# Offlaga

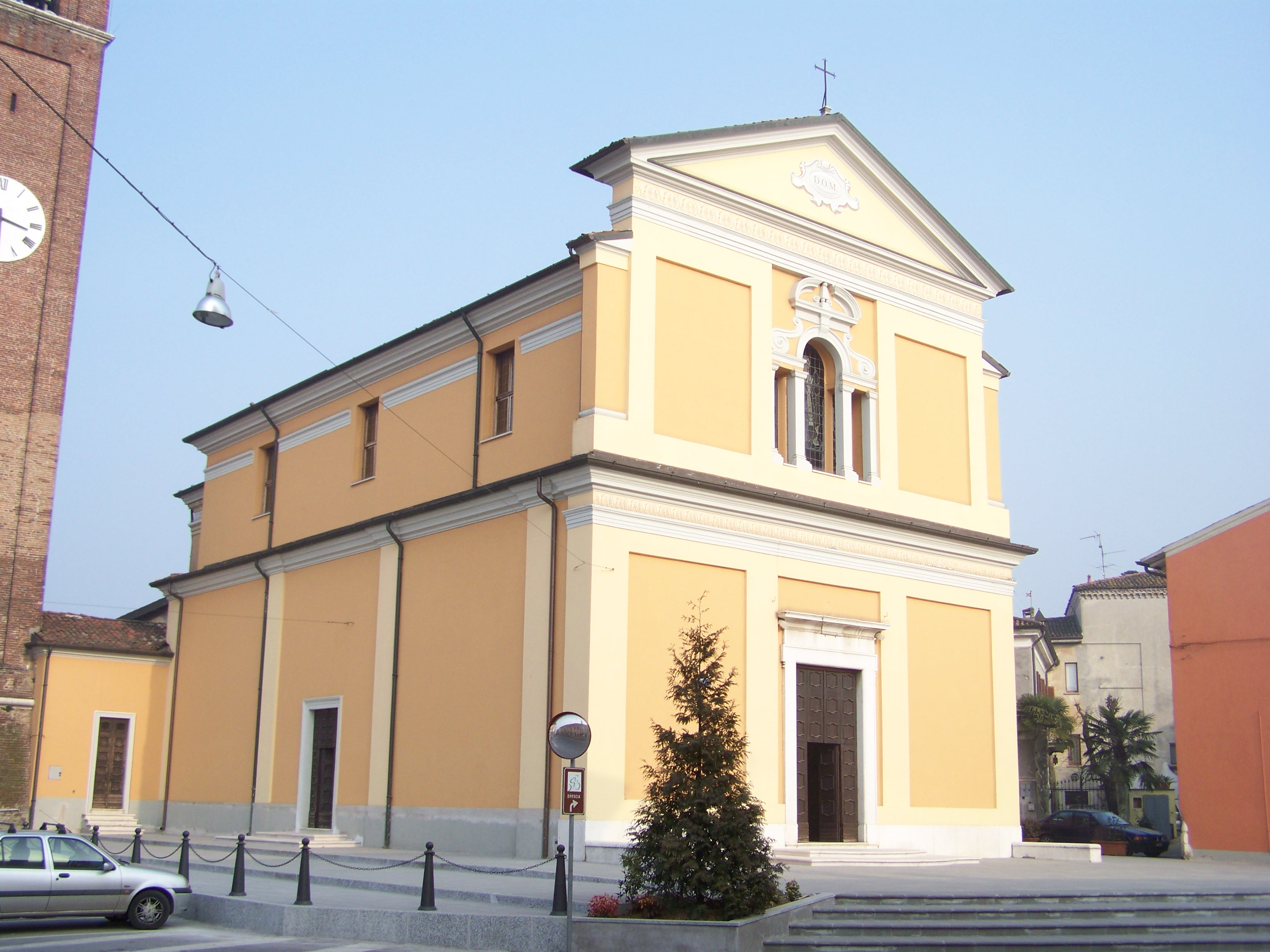
Parochiekerk Santi Pietro e Paolo

Offlaga is een gemeente in de Italiaanse provincie Brescia (regio Lombardije) en telt 3769 inwoners (31-12-2004). De oppervlakte bedraagt 22,9 km², de bevolkingsdichtheid is 153 inwoners per km².

## Demografie
Offlaga telt ongeveer 1404 huishoudens. Het aantal inwoners steeg in de periode 1991-2001 met 11,1% volgens cijfers uit de tienjaarlijkse volkstellingen van ISTAT.
| Jaar | Inwoneraantal |
| ---- | ------------- |
| 1991 | 3029          |
| 2001 | 3365          |

## Geografie
Offlaga grenst aan de volgende gemeenten: Bagnolo Mella, Barbariga, Dello, Leno, Manerbio, San Paolo, Verolanuova.